# Еким Цанков
Eким Цанков Рачков  е български националреволюционер.

## Биография
Еким Цанков е роден през 1844 г. в град Габрово. Неговият баща е Цанко Рачков-Шейтана е чехлар, а майката Минка е дъщеря на ножар я Еким Сейков.
Учи в Началното училище в Габрово. Благодарение на самоподготовка успява да научи турски, гръцки, френски език, които са необходими на всеки търговец. Извоювал име на честен, трудолюбив и добър търговец.
Работи и на държавна служба като чиновник на турската власт.
Включва се в Априлското въстание (1876). Доброволец в Габровската чета.
След погрома на въстанието е заловен. Осъден на смърт чрез обесване от Търновския военнополеви съд. Присъдата е изпълнена на 15 юни 1876 г. Обесен заедно с войводата Цанко Дюстабанов и свещеник Иван Гъбенски.

### В знак на признателност
- През 1903 г. излиза от печат книгата "Историята на града Габрово и Габровските въстания“, написана от синовете на свещеник Иван Гъбенски Петър и Христо Гъэбенски.
- През 1926 г. големият краевед на Габрово д-р Петър Цончев издава книгата „Цанко Христовъ Дюзтабановъ“.
- На 7 септември 2011 г. по инициатива на Елена Колева и Ивелина Колева, съвместно с всички габровски свещеници, в храма „Успение Богородично“, около саркофага с костите на свещеник Иван Гъбенски, за първи път след промените е отслужена общоградска панихида в памет на загиналите 72 четници в Априлското въстание. Сред тях са Цанко Дюстабанов, Еким Цанков, свещеник Иван п. Петков Гъбенски, Христо Габровчето и Тотьо Иванов х. Досев. Поводът е 135 г. от избухване на Априлското въстание. [1]